# Urząd Haddeby
Urząd Haddeby (niem. Amt Haddeby) – urząd w Niemczech w kraju związkowym Szlezwik-Holsztyn, w powiecie Schleswig-Flensburg. Siedziba urzędu znajduje się w miejscowości Busdorf.
W skład urzędu wchodzi osiem gmin:
1. Borgwedel
2. Busdorf
3. Dannewerk
4. Fahrdorf
5. Geltorf
6. Jagel
7. Lottorf
8. Selk